# بوریستنا
بوریستنا (به سوئدی: Borgstena) یک منطقهٔ مسکونی در سوئد است که در بخش بوروس در شهرستان وسترا یوتلاند واقع شده‌است. بوریستنا ۰٫۶۹ کیلومتر مربع مساحت و ۳۸۶ نفر جمعیت دارد.